# Publio Decio Mure (console 312 a.C.)
Publio Decio Mure, figlio di Publio Decio Mure, uno dei primi consoli plebei (in latino Publius Decius Mus; ... – Sentino, 295 a.C.), è stato un politico e militare romano.
Membro della gens plebea Decia, fu console romano nel 312, 308, 297 e 295 a.C. e censore nel 304 a.C..

## Biografia

### Primo e secondo consolato
Decio Mure fu eletto console per la prima volta nel 312 a.C. assieme a Marco Valerio Massimo Corvino. Quando scoppiò la guerra con i Sanniti, Mure dovette rimanere a Roma per una malattia e a combattere fu inviato il suo collega. Quando gli Etruschi si unirono in guerra ai Sanniti, il Senato ordinò a Mure di nominare un dittatore. Al contrario, Sesto Aurelio Vittore afferma che Mure ottenne un trionfo sui Sanniti nell'anno del suo primo consolato e che dedicò a Cerere il bottino conquistato in battaglia.
Nel 309 a.C. servì come legatus sotto il dittatore Lucio Papirio Cursore e l'anno successivo fu rieletto console, questa volta assieme a Quinto Fabio Massimo Rulliano.  Mentre il suo collega affrontava in guerra i Sanniti, Mure fu incaricato della guerra contro gli Etruschi. Con il suo esercito Decio scorrazzò in Etruria, costringendo Tarquinia a fornire frumento all'esercito e a chiedere una tregua quarantennale, prendendo alcune rocche dei Volsinii, e ottenendo dalle popolazioni etrusche, il pagamento della paga per i soldati romani per quell'anno.
Nel 306 a.C. Mure fu nominato magister equitum a fianco del dittatore Publio Cornelio Scipione Barbato, per indire le nuove elezioni consolari, in assenza dei due consoli, impegnati contro i Sanniti.
Nel 304 a.C., Mure e Rulliano furono eletti censori.
Nel 300 a.C. Mure sposò con successo la causa dell'apertura del pontificato, fino ad allora accessibile ai soli patrizi, ai plebei in contrapposizione ad Appio Claudio Cieco; sua era la proposta di legge per permettere l'accesso alla carica di pontefice e di augure anche ai plebei. Mure fu uno dei primi quattro plebei ad accedere alla carica, fino ad allora, accessibile solo ai Patrizi.

### Terza guerra sannitica
Mure divenne console, per la terza volta, nel 297 a.C., con Quinto Fabio Massimo Rulliano. Fabio e Decio condussero i loro eserciti nel Sannio, seguendo due direttrici diverse; Fabio passò attraverso il territorio di Sora, Decio attraverso quello dei Sidicini. L'esercito romano condotto da Mure, riuscì a sconfiggere un esercito di Apuli, vicino a Maleventum, impedendo che questi si potessero unire agli alleati Sanniti, nella battaglia combattuta, e vinta dai romani guidati da Fabio Massimo, nei pressi di Tifernum. Dopo queste battaglie, i due eserciti romani saccheggiarono il Sannio, senza incontrare resistenza alcuna.
L'anno successivo gli fu prorogato il comando nel Sannio come proconsole. Decio, approfittando del fatto che il grosso dell'esercito Sannita si fosse diretto in Etruria per ottenere l'alleanza degli Etruschi, mise a ferro e fuoco il Sannio, facendo grandi bottini, ed spugnando le città di Murgantia, Romulea e Ferentinum. Infine, verso la fine del mandato proconsolare, con il collega Quinto Fabio, intercettò un esercito sannita, che aveva fatto razzie nel territorio dei Vescini, sconfiggendolo in campo aperto.
Decio Mure divenne console, per la quarta volta, nel 295 a.C., con Quinto Fabio Massimo Rulliano, ma nonostante i due, nelle precedenti occasioni avessero agito concordemente, in quest'occasione vennero in contrasto su chi dovesse condurre le operazioni in Etruria. Alla fine il comando venne affidato a Fabio, dopo aver consultato il Senato e il Popolo romano.
(X, 24.)
Mentre inizialmente Mure fu di stanza nel Sannio, gli eventi del nord imposero che entrambi gli eserciti romani fossero uniti per affrontare il nemico. Quando gli eserciti si scontrarono presso Sentino (Sassoferrato), Publio Decio Mure comandava l'ala sinistra dell'esercito romano. Affrontate dai Galli, le sue truppe iniziarono a ritirarsi sotto i loro attacchi. Visto lo scompiglio creatosi nella battaglia e temendo l'accerchiamento da parte dei Sanniti, il console recitò il complesso rituale della devotio e si scagliò nel più folto della mischia, per esservi ucciso. La battaglia, terminò con la vittoria dei Romani e dei loro alleati Piceni.
(Accio, Eneadi, framm. 15)
L'episodio famosissimo della devotio fece sì che in tempi successivi lo stesso gesto fosse attribuito anche al padre e al figlio. Il padre omonimo morì nella battaglia del Vesuvio nel 340 a.C. nella guerra contro i Latini, mentre il figlio omonimo morì sconfitto da Pirro nella battaglia di Ausculum (Ascoli Satriano) mentre era console nel 279 a.C..

## Critica storica
Alcuni storici moderni sostengono che l'unica reale devotio sia stata quella della battaglia di Ausculum (Ascoli Satriano), mentre quella narrata da Tito Livio durante la guerra contro i Sanniti sia una versione rielaborata con elementi leggendari.